# Meleus
Meleus (russisch Мелеуз, baschkirisch Мәләүез) ist eine Stadt in der Republik Baschkortostan (Russland) mit 61.390 Einwohnern (Stand 14. Oktober 2010).

## Geographie
Die Stadt liegt am Westrand des Südlichen Ural, etwa 200 km südlich der Republikhauptstadt Ufa an der Mündung des Meleus in die Belaja, einen linken Nebenfluss der Kama.
Meleus ist der Oblast administrativ direkt unterstellt und zugleich Verwaltungszentrum des gleichnamigen Rajons.

## Geschichte
Meleus entstand in der zweiten Hälfte des 18. Jahrhunderts und war seit den 1780er Jahren Station an der Postroute Ufa–Orenburg. Ende des 19. Jahrhunderts war der Ort bedeutendes Handels- und Handwerkszentrum des südöstlichen Baschkirien, erhielt 1938 den Status einer Siedlung städtischen Typs und 1958 Stadtrecht.

### Bevölkerungsentwicklung
| Jahr | Einwohner |
| ---- | --------- |
| 1939 | 9.057     |
| 1959 | 17.772    |
| 1970 | 24.851    |
| 1979 | 38.409    |
| 1989 | 53.448    |
| 2002 | 62.949    |
| 2010 | 61.390    |

Anmerkung: Volkszählungsdaten